# Organisation Todt

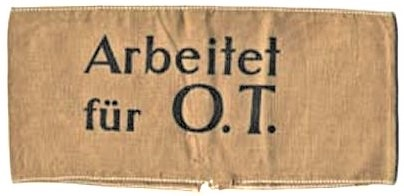
Armband van een arbeider die in dienst was bij Organisation Todt

De Organisation Todt (O.T.) was een Duitse bouwmaatschappij tijdens het bestaan van nazi-Duitsland, genoemd naar de oprichter Fritz Todt. De organisatie werd in 1933 opgericht. In 1945, toen het Derde Rijk was gevallen, werd de organisatie opgeheven.

## Geschiedenis
Kort na de machtsovername door Adolf Hitler in 1933 werd Organisation Todt opgericht. De eerste belangrijke bouwwerken die werden gerealiseerd, waren de Duitse Autobahnen. De infrastructuur voor het autoverkeer kreeg hierdoor een belangrijke impuls en vele werklozen kregen een baan. Vanuit een militair oogpunt verbonden deze wegen de belangrijkste industriële centra van het land en ook werden de verbindingen naar de landsgrenzen verbeterd. In 1938 was 3000 kilometer aan snelwegen aangelegd en was het aantal medewerkers van O.T. gestegen van 700 in 1933 naar 300.000.
O.T. deed vooral civiel werk maar vanaf 1936 werd hij in toenemende mate actief op het gebied van militaire werken. O.T. raakte betrokken bij de bouw van de Westwall. De genieafdeling van het Duitse leger bleef verantwoordelijk voor de locatie van de werken, het ontwerp van de verdedigingswerken en hield toezicht op de bouw. De daadwerkelijke bouw kwam in handen van O.T.. Door de intensieve samenwerking kreeg O.T. een half-militaire status. De werknemers van O.T. werden Wehrmachtsgefolge inclusief uniform en wapens.
Organisation Todt was een Duitse overheidsorganisatie en aanvankelijk onderdeel van het Duitse Ministerie voor Bewapening en Munitie.
Met de veroveringen buiten Duitsland volgde O.T. het leger en kreeg allerlei bouwopdrachten. In Nederland kreeg O.T. in april 1942 een eigen kantoor in Den Haag, maar viel officieel onder het O.T. bouwbureau in België. In november 1942 vond een reorganisatie plaats, Nederland kreeg een eigen bureau, Oberbauleitung Holland met Delft als vestigingsplaats. In Nederland werkte O.T. veel met lokale aannemers die waren aangesteld om de bouw daadwerkelijk te realiseren.
Na het uitbreken van de oorlog kreeg de organisatie steeds meer bevoegdheden. In het kader van "Bouwen aan een nieuw Duitsland" gaf ze leiding aan de bouw van de Atlantikwall. Op vrijwillige basis en in het kader van de Arbeitseinsatz werden arbeiders aan het werk gezet. Vooral in Oost-Europa zijn op grote schaal dwangarbeiders ingezet voor (prestige)projecten, zoals de Polar Eisenbahn. Ze bouwden onder andere bunkers, kustversterkingen, wegen en spoorwegen.

## Organisation Todt Einsatzgruppen

### Duitsland
- Deutschland I ("Tannenberg") (Rastenburg)
- Deutschland II (Berlijn)
- Deutschland III ("Hansa") (Essen)
- Deutschland IV ("Kyffhäuser") (Weimar)
- Deutschland V (Heidelberg)
- Deutschland VI (München)
- Deutschland VII (Praag)
- Deutschland VIII ("Alpen") (Villach)

### Duitsland/Buitenland
- OT-Einsatzgruppe Reich (Berlijn)
- OT-Einsatzgruppe Ost (Kiev)
- OT-Einsatzgruppe Südost (Belgrado)
- OT-Einsatzgruppe West (Parijs)
- OT-Einsatzgruppe Wiking (Oslo)
- OT-Einsatzgruppe Italien

## Rangen en emblemen van Organisation Todt

### Rangen
| - Chef der OT - OT-Einsatzgruppenleiter I - OT-Einsatzgruppenleiter II - OT-Einsatzleiter - OT-Hauptbauleiter - OT-Bauleiter - OT-Hauptbauführer - OT-Oberbauführer - OT-Bauführer - OT-Haupttruppführer - OT-Obertruppführer - OT-Truppführer | - OT-Oberstfrontführer - OT-Oberstabsfrontführer - OT-Stabsfrontführer - OT-Oberfrontführer - OT-Frontführer - OT-Obermeister - OT-Obermeister - OT-Meister - OT-Vorarbeiter - OT-Stammarbeiter - OT-Arbeiter |  |

### Emblemen
Tot 1943 droegen de belangrijkste hoofdfrontleiders/hoofdbouwleiders schouderriemen, die met kleuren waren onderverdeeld. Zo onderscheidt men de kleuren wit (verzorging), blauw (medische dienst), zwart (bouwtechniek), groen (administratie) en geel (berichten). Aan het begin van 1943 werden de schouderriemen vervangen en werden de rangen op de kraag geplaatst.

#### Arbeidersrangen

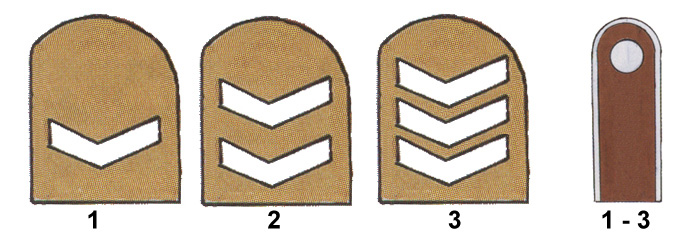
Vorarbeiter (1) Meister (2) Obermeister (3)

#### Schouderriemen (tot 1943)

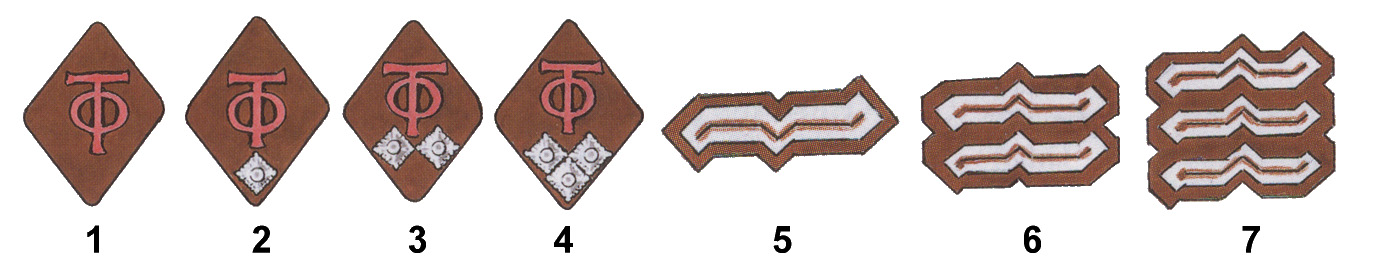
Truppführer (1) Sanitätsobertruppführer (2) Haupttruppführer (4) Frontführer/Bauführer (5) Oberfrontführer/Oberbauführer (6) Hauptfrontführer/Hauptbauführer (7)

#### Rangen op de kraag (vanaf 1943)

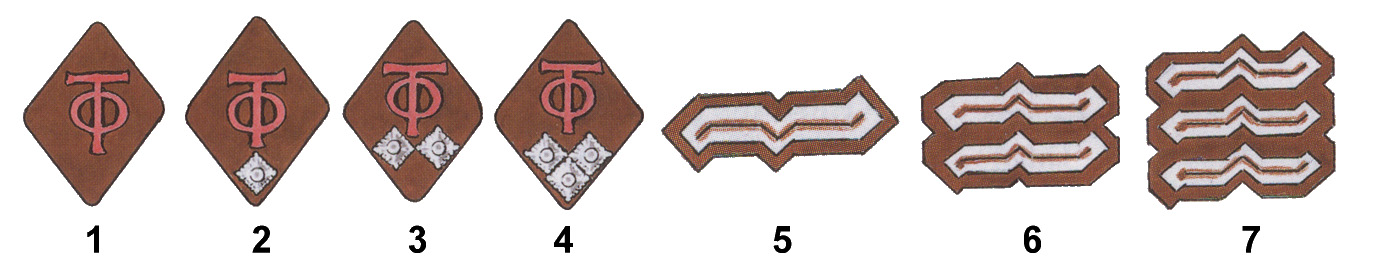
Mannschaften (1) Truppführer (2) Obertruppführer (3) Haupttruppführer (4) Frontführer/Bauführer (5) Oberfrontführer/Oberbauführer (6) Hauptfrontführer/Hauptbauführer (7)